# Ambasada Ucrainei în Republica Moldova
Ambasada Ucrainei în Republica Moldova este misiunea diplomatică a Ucrainei în Republica Moldova, cu sediul la Chișinău.
Pe lângă ambasadă, Ucraina mai are două consulate în Republica Moldova: unul la Bălți și unul la Tiraspol.

## Istoric
Ucraina a recunoscut independența Republicii Moldova la 21 decembrie 1991. Cele două țări au stabilit relații diplomatice la 10 martie 1992. Ambasada Ucrainei în Republica Moldova a fost deschisă în 1992, în același an în care și Moldova și-a deschis ambasada în Ucraina.

## Ambasadori
1. Vitali Boiko (1993–1994)
2. Ievhen Levițki (1994–1996) т.п.
3. Ivan Gnatîșîn (1996–2000)
4. Teofil Rendiuk (2000) т.п.
5. Petro Cealîi (2000–2007)
6. Serhii Pirojkov (2007-2014)[1][2]
7. Ghennadii Altuhov (2014-2015)
8. Ivan Gnatîșîn (2015-2019)[3]

## Consulatul Ucrainei la Bălți

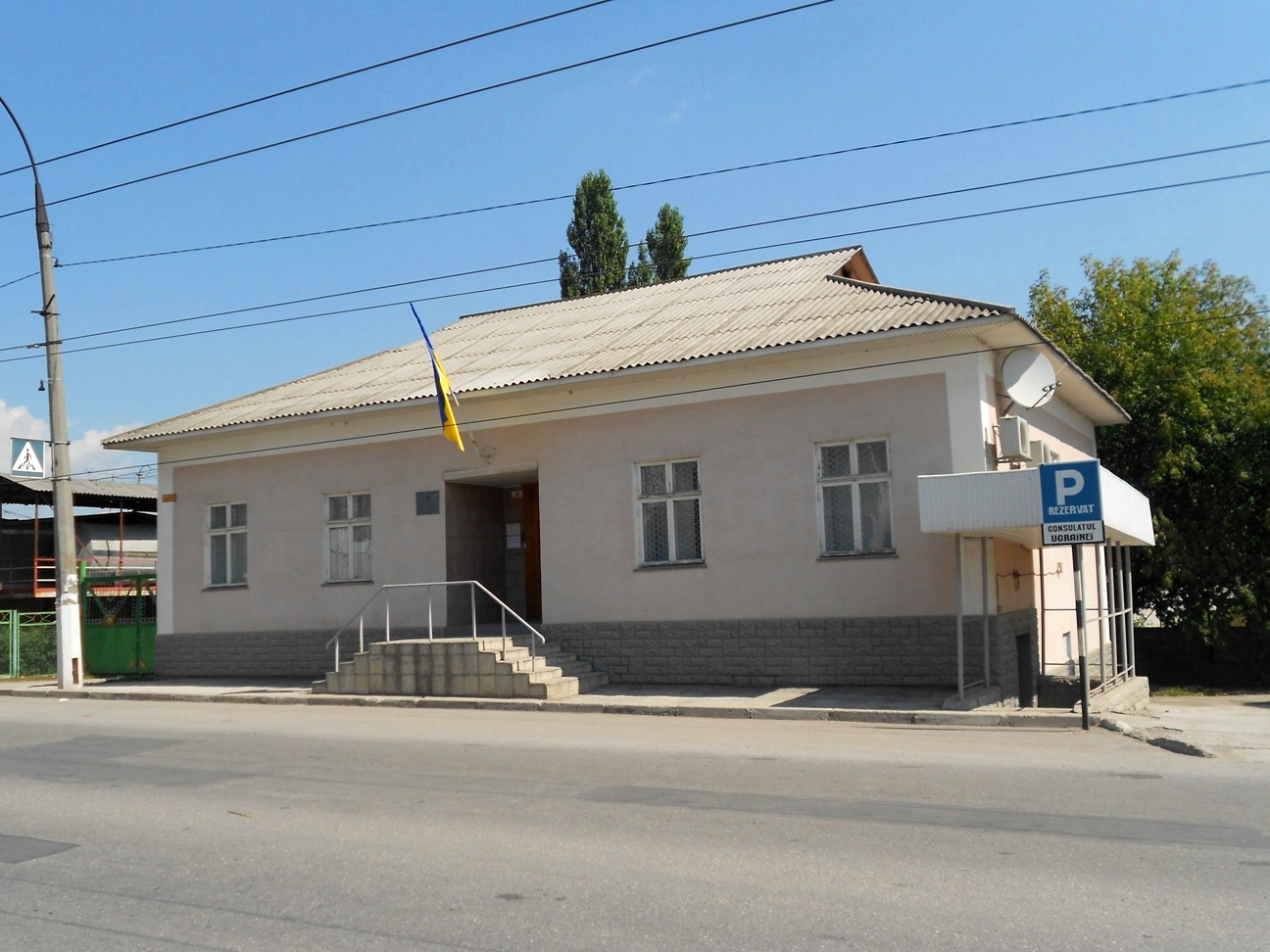
Sediul consulatului Ucrainei din Bălți

- Adresa: 3121, Republica Moldova, or. Bălți, str. Kiev, 143.
- Telefon: (373) 68-02-00-46
- Fax: (00373 231) 662-07
- E-mail: gc_mdbmfa.gov.ua

## Consulatul Ucrainei la Tiraspol
- Adresa: 3121, Republica Moldova (Transnistria), or. Tiraspol, bd. Engels, 15.
- Telefon: (373) 53-35-55-42